# Škoda Fabia RS Rally2
El Škoda Fabia RS Rally2 es un vehículo de competición basado en la cuarta generación del Škoda Fabia con homologación Rally2 y construido por Škoda Motorsport para su uso en competiciones de rally. Las siglas RS significan "Rally Sport" denominación usada por Škoda por primera vez 1974 y en esta ocasión usada por primera vez en un vehículo de rallyes.
El Skoda Fabia RS Rally2 empezó a dessarrollarse en completo secretismo por parte de la marca checa en 2020. En agosto de 2021, Škoda mostró oficialente las primeras imágenes de su rally2, luego de haber realizado exhaustivas pruebas en asfalto y tierra en su República Checa natal así como en Francia y España de la mano de pilotos como Jan Kopecky, Andreas Mikkelsen, Emil Lindholm y Kris Meeke.
En febrero de 2022, Škoda llevó a cabo unos test sobre la nieve de Finlandia con Andreas Mikkelsen, Emil Lindholm y Kris Meeke. Tras el test, Mikkelsen y Meeke su expresaron muy conformes con el desarrollo del vehículo.
El vehículo se presentó el 14 de junio de 2022 en una presentación en la sede central de Škoda en Mlada Boleslav, República Checa.
Este vehículo presenta una mejora total con respecto al Škoda Fabia Rally2 Evo: al ser más grande que su predecesor les permitió mejorar la distribución de peso. Y esto, combinado con el aumento de la distancia entre ejes del coche y la aerodinámica mejorada y las opciones de ajuste del chasis más precisas (gracias a la carrocería más rígida), dio como resultado una estabilidad mejorada. La aerodinámica mejorada de la versión de serie, le permitió a los ingenieros de Škoda Motorsport aumentar significativamente la carga aerodinámica, mejorando en el agarre del coche y, por tanto, en su velocidad en las curvas. En cuanto al motor es un 1.6 completamente nuevo, el motor ofrece una potencia de 214 kW (291 CV) y 430 Nm de par. Sumado a su mejor entrega de par y la mejor respuesta del acelerador es una clara evolución con respecto a su predecesor.
Las primeras unidades del vehículo serán entregadas a sus dueños a finales de agosto, mientras que su debut competitivo se dará en septiembre.

## Victorias

### Victorias en el WRC-2
| Año  | N.º | Rally                           | Superficie | Piloto            | Copiloto          | Equipo         |
| ---- | --- | ------------------------------- | ---------- | ----------------- | ----------------- | -------------- |
| 2023 | 1   | 70th Rally Sweden               | Nieve      | Oliver Solberg    | Elliott Edmondson | Oliver Solberg |
| 2023 | 2   | 19.º Rally Guanajuato México    | Tierra     | Gus Greensmith    | Jonas Andersson   | Gus Greensmith |
| 2023 | 3   | 56.º Vodafone Rally de Portugal | Tierra     | Gus Greensmith    | Jonas Andersson   | Toksport WRT 3 |
| 2023 | 4   | 20.º Rally d'Italia Sardegna    | Tierra     | Andreas Mikkelsen | Torstein Eriksen  | Toksport WRT 3 |
| 2023 | 5   | 13. WRC Rally Estonia           | Tierra     | Andreas Mikkelsen | Torstein Eriksen  | Toksport WRT 3 |
| 2023 | 6   | 72st Secto Rally Finland        | Tierra     | Sami Pajari       | Enni Mälkönen     | Toksport WRT 2 |
| 2023 | 7   | 67. EKO Acropolis Rally Greece  | Tierra     | Andreas Mikkelsen | Torstein Eriksen  | Toksport WRT 3 |
| 2023 | 8   | 2.º Rally Chile BIOBÍO          | Tierra     | Oliver Solberg    | Elliott Edmondson | Oliver Solberg |
| 2023 | 9   | 1st Central European Rally      | Asfalto    | Nicolas Ciamin    | Yannick Roche     | Nicolas Ciamin |
| 2023 | 10  | 8th FORUM8 Rally Japan          | Asfalto    | Andreas Mikkelsen | Torstein Eriksen  | Toksport WRT 3 |
| 2024 | 11  | 71st Rally Sweden               | Nieve      | Oliver Solberg    | Elliott Edmondson | Toksport WRT   |
| 2024 | 12  | 72nd Safari Rally Kenya         | Tierra     | Gus Greensmith    | Jonas Andersson   | Toksport WRT   |
| 2024 | 13  | 1.º Tet Rally Latvia            | Tierra     | Oliver Solberg    | Elliott Edmondson | Toksport WRT   |
| 2024 | 14  | 73rd Secto Rally Finland        | Tierra     | Oliver Solberg    | Elliott Edmondson | Toksport WRT   |
| 2025 | 15  | 73rd Safari Rally Kenya         | Tierra     | Gus Greensmith    | Jonas Andersson   | Gus Greensmith |

### Victorias en el ERC
| Año  | N.º | Rally                                 | Superficie | Piloto            | Copiloto               | Equipo                        |
| ---- | --- | ------------------------------------- | ---------- | ----------------- | ---------------------- | ----------------------------- |
| 2023 | 1   | 79. Orlen Rajd Polski - Rally Poland  | Tierra     | Mārtiņš Sesks     | Renārs Francis         | Team MRF Tyres                |
| 2023 | 2   | 11. Tet Rally Liepāja                 | Tierra     | Mārtiņš Sesks     | Renārs Francis         | Team MRF Tyres                |
| 2023 | 3   | 52.º Barum Czech Rally Zlín           | Asfalto    | Jan Kopecký       | Jan Hloušek            | Agrotec Škoda Rally Team      |
| 2024 | 4   | 5.º V-Híd Rally Hungary               | Tierra     | Simone Tempestini | Sergiu Itu             | Simone Tempestini             |
| 2024 | 5   | 2. BAUHAUS Royal Rally of Scandinavia | Tierra     | Oliver Solberg    | Elliott Edmondson      | Oliver Solberg                |
| 2024 | 6   | 53.º Barum Czech Rally Zlín           | Asfalto    | Dominik Stříteský | Jiří Hovorka           | Auto Podbabská Škoda Mol Team |
| 2024 | 7   | 8. Rally Silesia - Rajd Śląska        | Asfalto    | Andrea Mabellini  | Virginia Lenzi         | Team MRF Tyres                |
| 2025 | 8   | 42.º Rally Sierra Morena              | Tierra     | Nikolay Gryazin   | Konstantin Aleksandrov | J2X Rally Team                |

## Resultados en el Campeonato Mundial de Rallyes

### WRC-2
| Año  | Equipo         | Piloto            | 1     | 2     | 3       | 4     | 5     | 6       | 7   | 8       | 9       | 10      | 11      | 12     | 13    | Pos. | Puntos |
| ---- | -------------- | ----------------- | ----- | ----- | ------- | ----- | ----- | ------- | --- | ------- | ------- | ------- | ------- | ------ | ----- | ---- | ------ |
| 2023 | Toksport WRT   | Emil Lindholm     | MON   | SWE 7 | MEX     | CRO 3 | POR   | ITA     | SAF | EST     | FIN     | GRE     | CHL     | EUR    | JPN   | 3.º  | 135    |
| 2023 | Toksport WRT   | Sami Pajari       | MON   | SWE 3 | MEX     | CRO 5 | POR   | ITA     | SAF | EST 2   | FIN     | GRE     | CHL     | EUR    | JPN   | 3.º  | 135    |
| 2023 | Toksport WRT   | Marco Bulacia     | MON   | SWE   | MEX     | CRO   | POR   | ITA     | SAF | EST 4   | FIN     | GRE     | CHL Ret | EUR    | JPN   | 3.º  | 135    |
| 2023 | Toksport WRT   | Gus Greensmith    | MON   | SWE   | MEX     | CRO   | POR   | ITA     | SAF | EST     | FIN     | GRE     | CHL 2   | EUR    | JPN   | 3.º  | 135    |
| 2023 | Toksport WRT 2 | Nikolay Gryazin   | MON 2 | SWE   | MEX Ret | CRO   | POR   | ITA     | SAF | EST     | FIN 3   | GRE 22  | CHL 5   | EUR 6  | JPN   | 2.º  | 188    |
| 2023 | Toksport WRT 2 | Marco Bulacia     | MON 7 | SWE   | MEX     | CRO   | POR   | ITA     | SAF | EST     | FIN     | GRE     | CHL     | EUR    | JPN   | 2.º  | 188    |
| 2023 | Toksport WRT 2 | Emil Lindholm     | MON   | SWE   | MEX 2   | CRO   | POR   | ITA     | SAF | EST     | FIN     | GRE     | CHL     | EUR    | JPN   | 2.º  | 188    |
| 2023 | Toksport WRT 2 | Sami Pajari       | MON   | SWE   | MEX     | CRO   | POR   | ITA     | SAF | EST     | FIN 1   | GRE Ret | CHL 3   | EUR 5  | JPN   | 2.º  | 188    |
| 2023 | Toksport WRT 3 | Gus Greensmith    | MON   | SWE   | MEX     | CRO   | POR 1 | ITA Ret | SAF | EST Ret | FIN Ret | GRE 2   | CHL     | EUR 4  | JPN   | 1.º  | 207    |
| 2023 | Toksport WRT 3 | Andreas Mikkelsen | MON   | SWE   | MEX     | CRO   | POR 3 | ITA 1   | SAF | EST 1   | FIN 4   | GRE 1   | CHL     | EUR 13 | JPN 1 | 1.º  | 207    |
| 2023 | Toksport WRT 3 | Nikolay Gryazin   | MON   | SWE   | MEX     | CRO   | POR   | ITA     | SAF | EST     | FIN     | GRE     | CHL     | EUR    | JPN 2 | 1.º  | 207    |